# Мы — наши горы
Мы — на́ши го́ры (азерб. Biz və bizim dağlar; арм. Մե՛նք ենք մեր սարերը; арм. Մենք ենք մեր լեռները) или «Караба́хцы» (арм. Ղարաբաղցիներ) — монумент при въезде в город Ханкенди в Азербайджане. В народе называется также «Дед и баба» (арм. Տատիկ-պապիկ, «татик-папик»). Памятник является символом армянского наследия Нагорного Карабаха и воплощает «неугасающий дух местных жителей».

## Описание
Автор монумента — народный художник Армянской ССР скульптор Саркис Багдасарян, архитектор — Юрий Акопян.
Скульптура представляет собой головы двух пожилых супругов-карабахцев в национальных головных уборах, напоминающие две вершины горы Арарат; согласно местной традиции, лицо женщины закрыто платком или шарфом. По словам сына автора монумента, изначальная композиция памятника с головами мужчины и женщины не имела отношения к Карабаху, и возникла в качестве идеи скульптуры Квазимодо и Эсмеральды — героев романа Собор Парижской Богоматери.
Скульптура изготовлена из октемберянского (армавирского) красноватого туфа, высота — 9 метров. Статуя не имеет постамента, что, по замыслу автора, должно создавать ощущение, что фигуры были рождены горами, вросли в горы и породнились с ними; это композиционное решение имеет идейное сходство со статуями Моаи. Когда на открытие памятника в Степанакерт приехали представители Советов из Баку, они спросили: «Разве у этих фигур нет ног?» Художник ответил: «Они есть, и они глубоко укоренились в своей земле».

## История
Памятник был открыт 1 ноября 1967 года. По некоторым сведениям, монумент был построен за счёт средств, выделенных из бюджета Азербайджанской ССР, однако, по словам сына автора монумента, имели место попытки азербайджанских властей помешать его установке.
По сообщению газеты «Правда», монумент «является первым памятником мира, построенным в честь долгожителей». Как отмечает Шаген Мкртчян, ссылаясь на публикации 1983 года, Нагорный Карабах назывался «эпицентром долгожителей планеты», здесь проживало самое большое в СССР количество людей старше 100 лет.
Монумент был изображён на гербе прекратившей существование непризнанной Нагорно-Карабахской Республики и использовавшемся в НКР гербе города Степанакерт (Ханкенди).

## Галерея
- Вид с холма, на котором расположен монумент
- Монумент на гербе НКР
- Монумент на памятной монете Армении 1994 года — «Арцах»
- Монумент на монете номиналом 5 карабахских драмов